# Franklin, Kwazulu-Natal
Franklin este un oraș din provincia Kwazulu-Natal, Africa de Sud.